# La Chaussée-Tirancourt
La Chaussée-Tirancourt là một xã ở tỉnh Somme, vùng Hauts-de-France, Pháp.

## Địa lý
Thị trấn này tọa lạc trên tuyến đường N235, hai bên bờ sông Somme và khoảng 8 dặm Anh về phía tây bắc của Amiens.

## Dân số
| 1962                                                         | 1968 | 1975 | 1982 | 1990 | 1999 |
| ------------------------------------------------------------ | ---- | ---- | ---- | ---- | ---- |
| 397                                                          | 480  | 581  | 645  | 673  | 687  |
| Số liệu điều tra dân số từ năm 1962, dân số không tính trùng |      |      |      |      |      |